# Calathea chrysantha
Calathea chrysantha är en strimbladsväxtart som beskrevs av Paul Paulus Fedorowitsch Horaninow. Calathea chrysantha ingår i släktet Calathea och familjen strimbladsväxter. Inga underarter finns listade.